# Мандара (горы)
Мандара (фр. Monts Mandara; англ. Mandara Mountains) — вулканический горный хребет, простирающийся вдоль северной части границы Нигерии и Камеруна от реки Бенуэ на юге до северо-западных окрестностей города Маруа на севере. Высочайшая вершина — гора Упе (1 494 м). Этот регион густо населен, в основном, носителями чадских языков, включая племена мофу и кирди.
В горах Мандара проводились обширные археологические исследования, в том числе на территории археологического памятника Дии-Гид-Бии.

## Геология

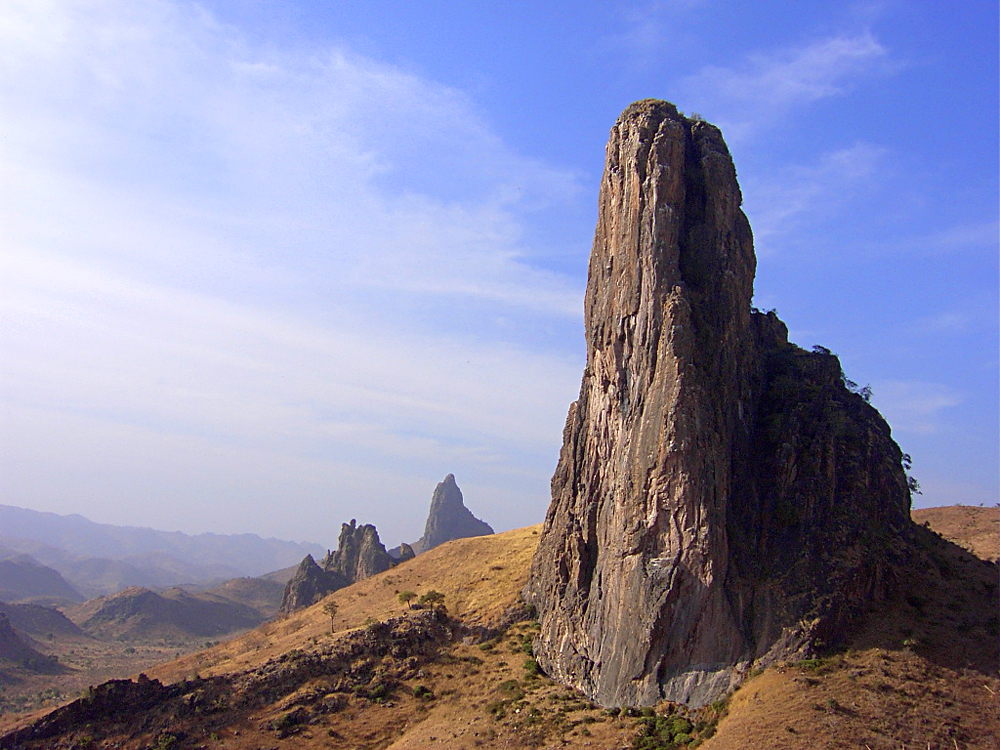
Пик Капсики близ деревни Румсики

Горы Мандара образовались миллионы лет назад, когда континентальная плита из базальных горных пород под африканским континентом поднялась, фрагментируясь и раскалываясь в процессе выхода  на поверхность. В те времена климат был значительно более влажным, поэтому из-за огромного количества осадков многочисленные полноводные реки, протекавшие через разломы, углубили и расширили их, превратив местность в особенно пересечённую.
Вулканическая деятельность также сыграла роль в формировании ареала. Извержения лавы сформировали вулканические конусы, жерла которых в конечном итоге были забиты твердеющей магмой. Эти закаленные жерла (т.н. вулканические пробки) в горах Мандара были гораздо более устойчивы к эрозии, чем внешние конусы вулканов. В результате эрозии от бывших вулканов остались только такие жерловины, напоминающие острые игольчатые шпили, такие как пик Капсики.

## Галерея

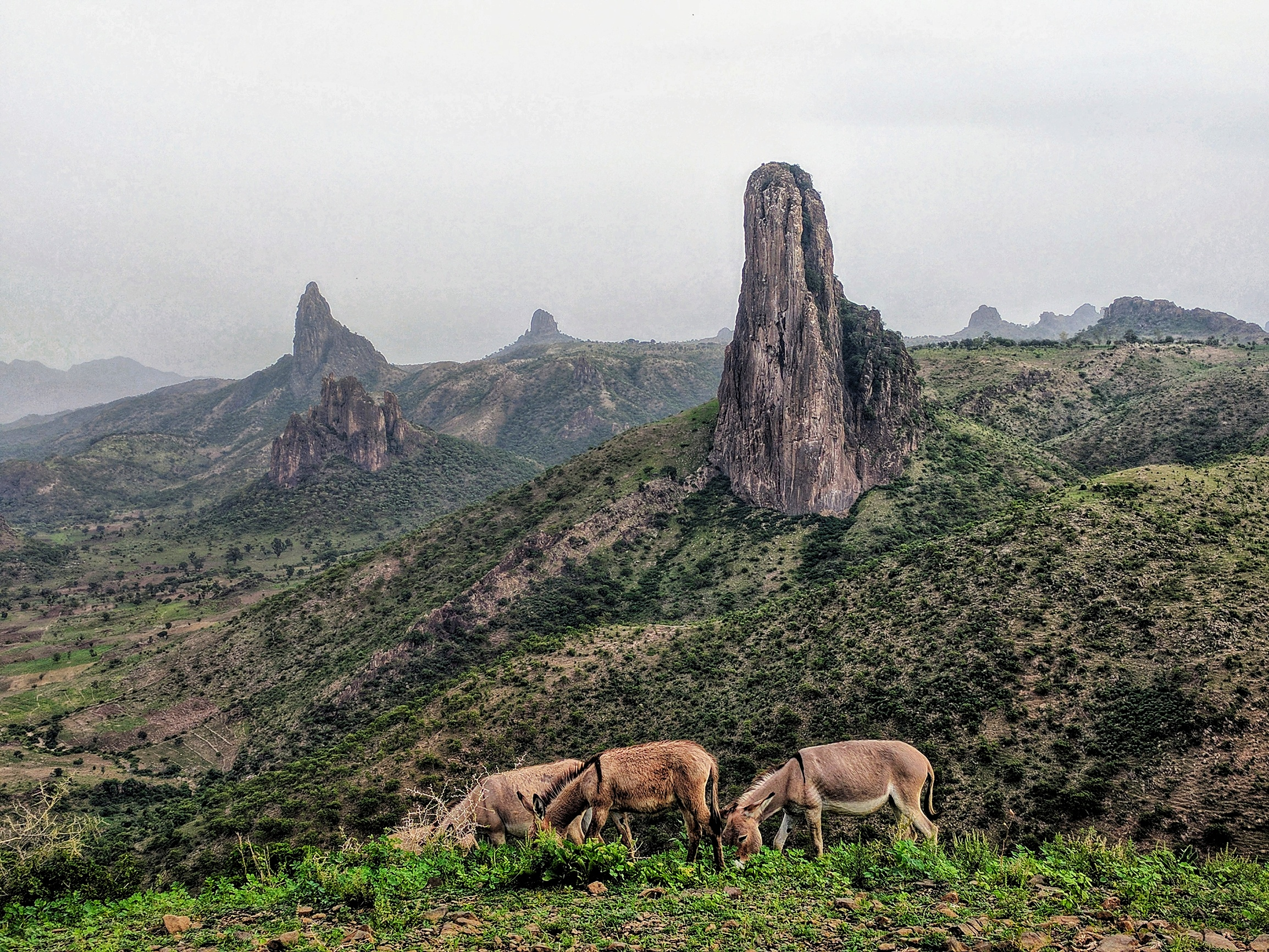
Северные отроги
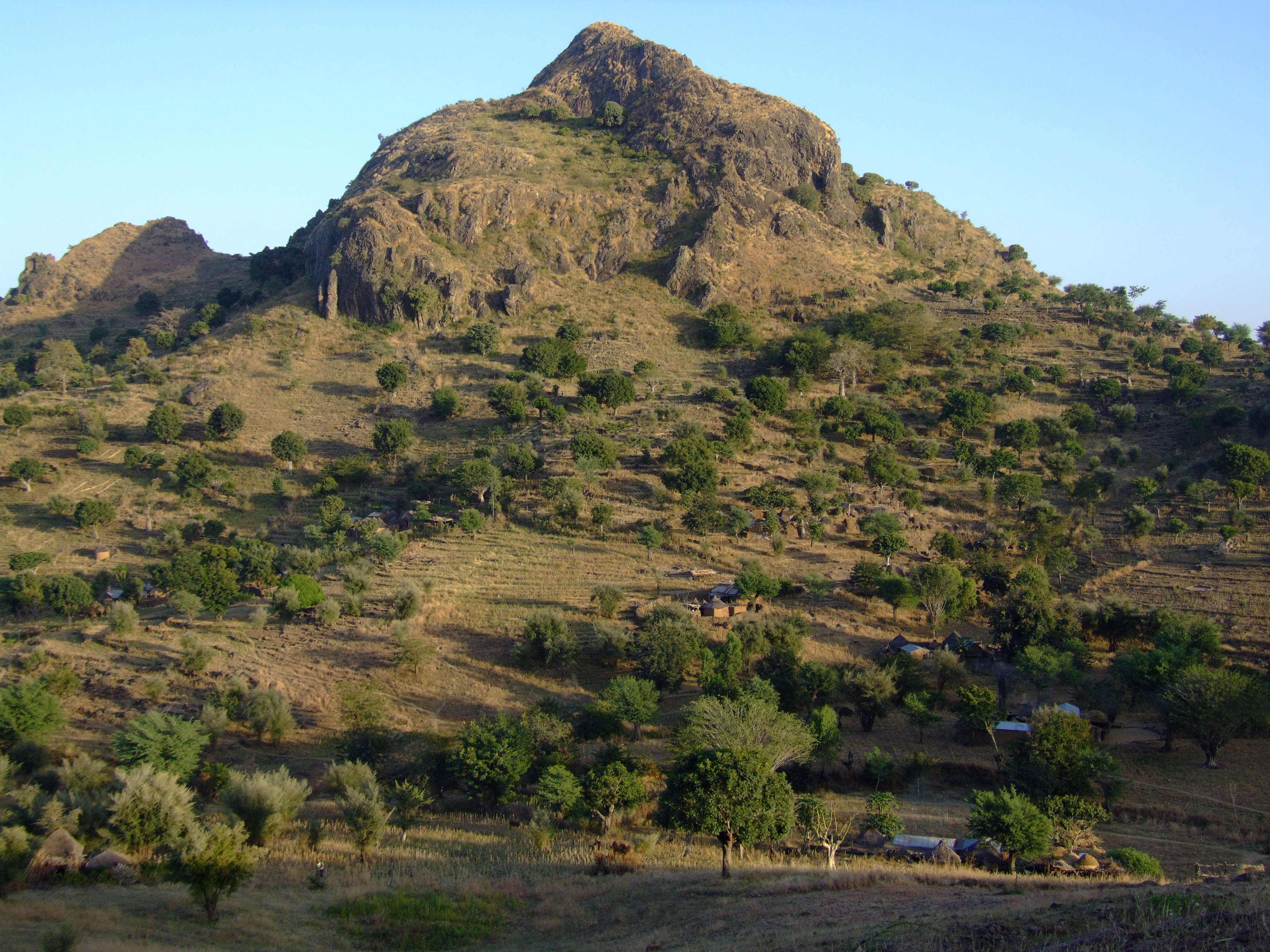
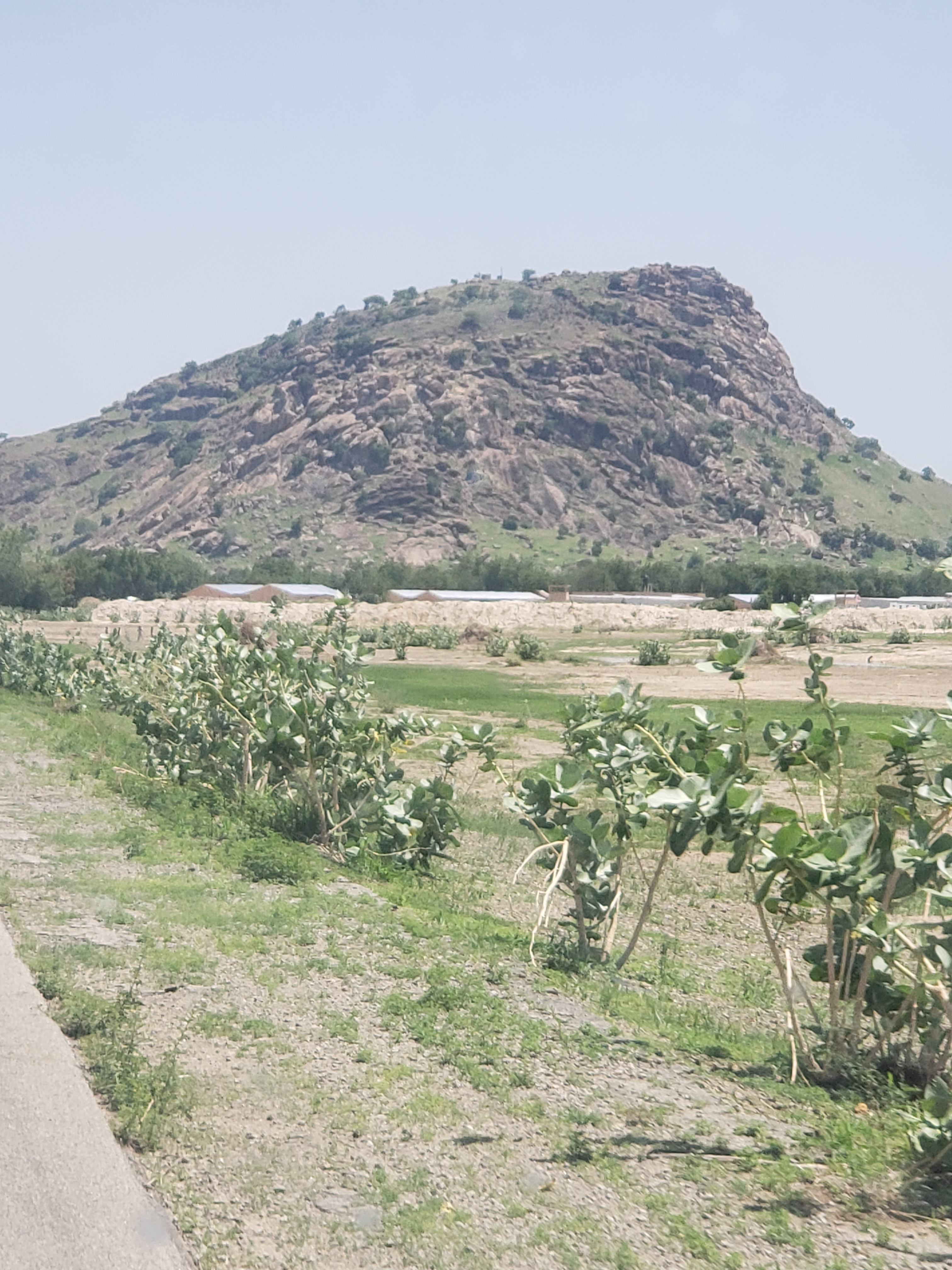
Горы Мандара
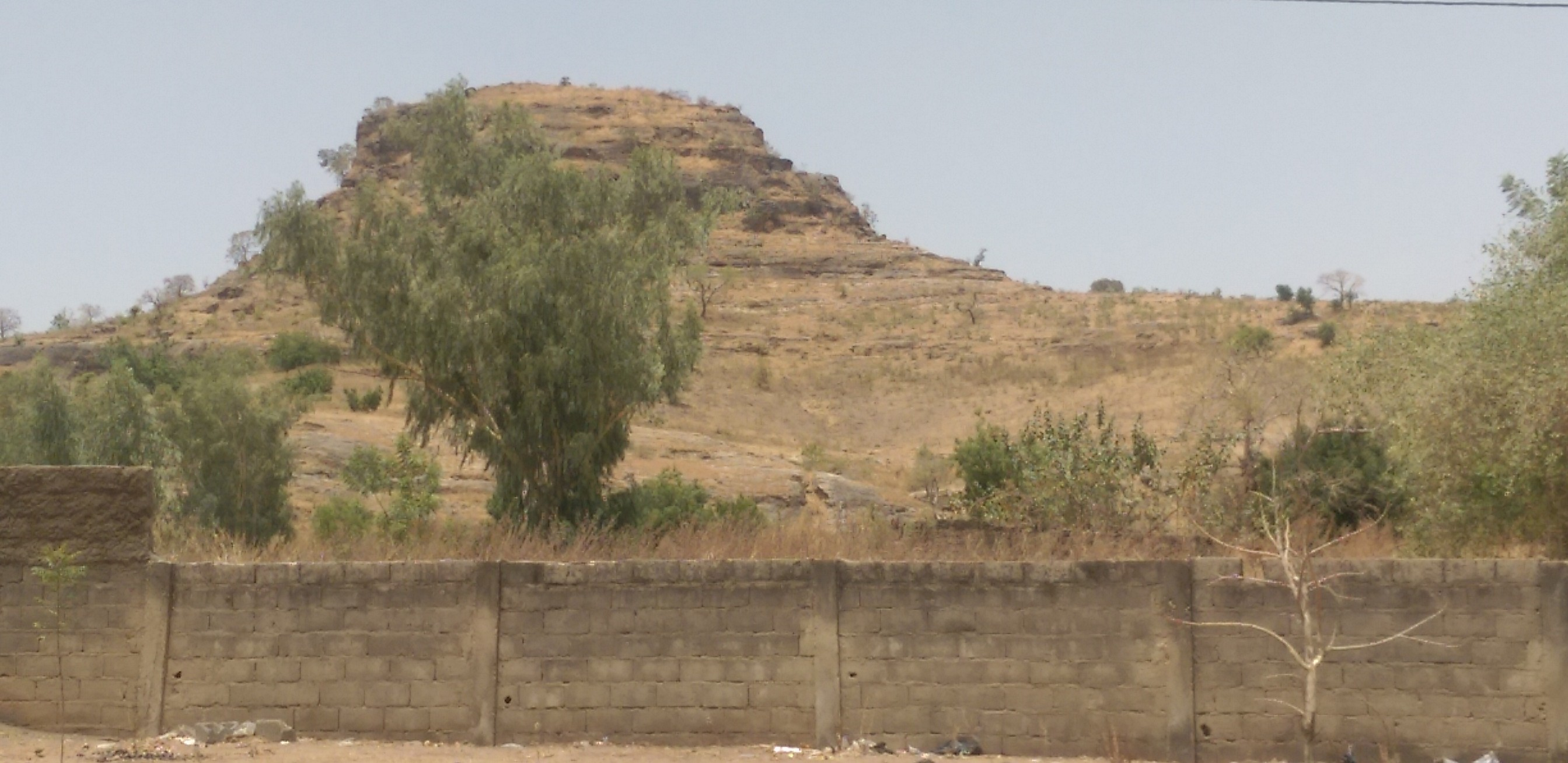